# Hapchot

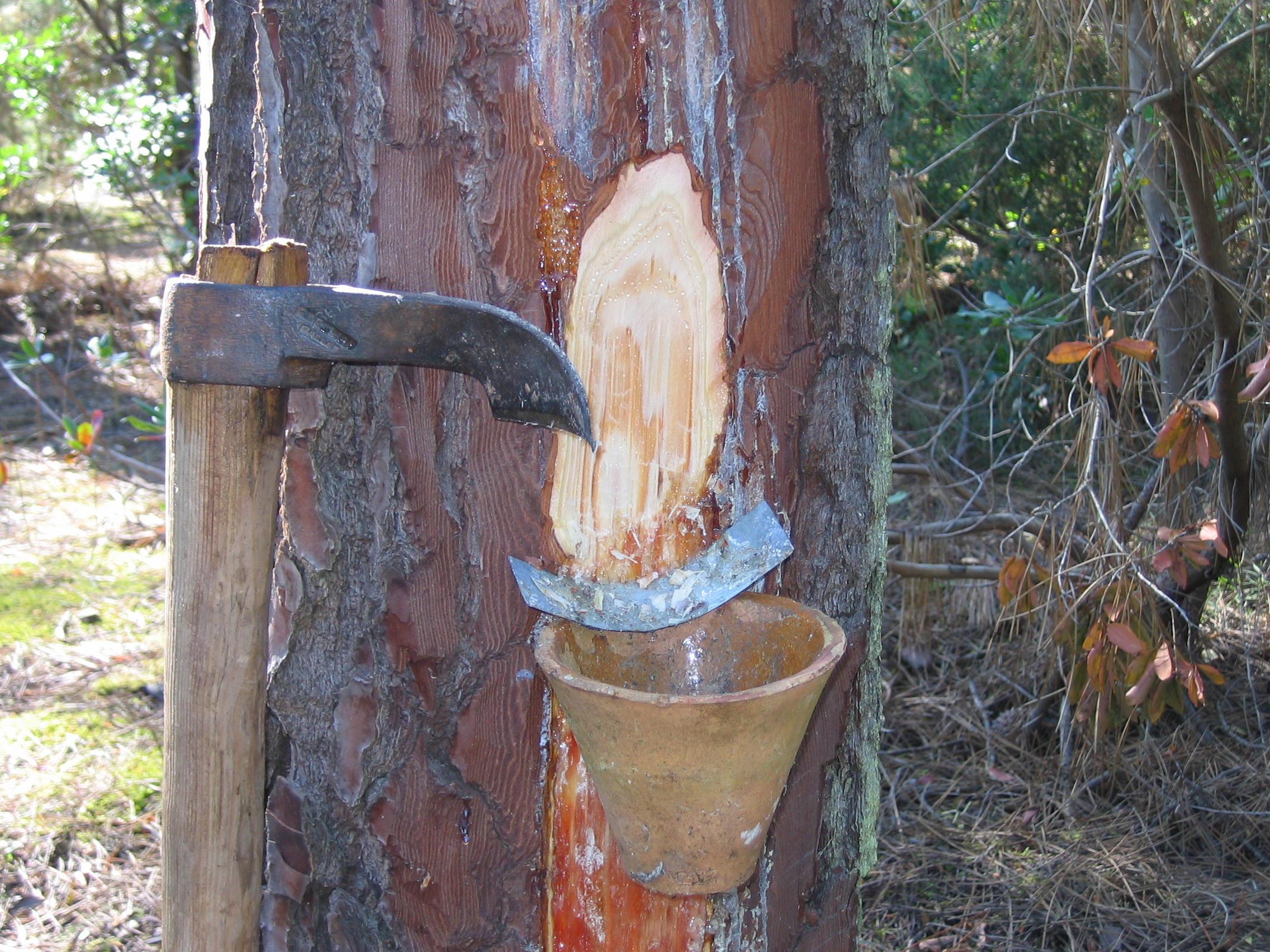
Bridon de gemmeur

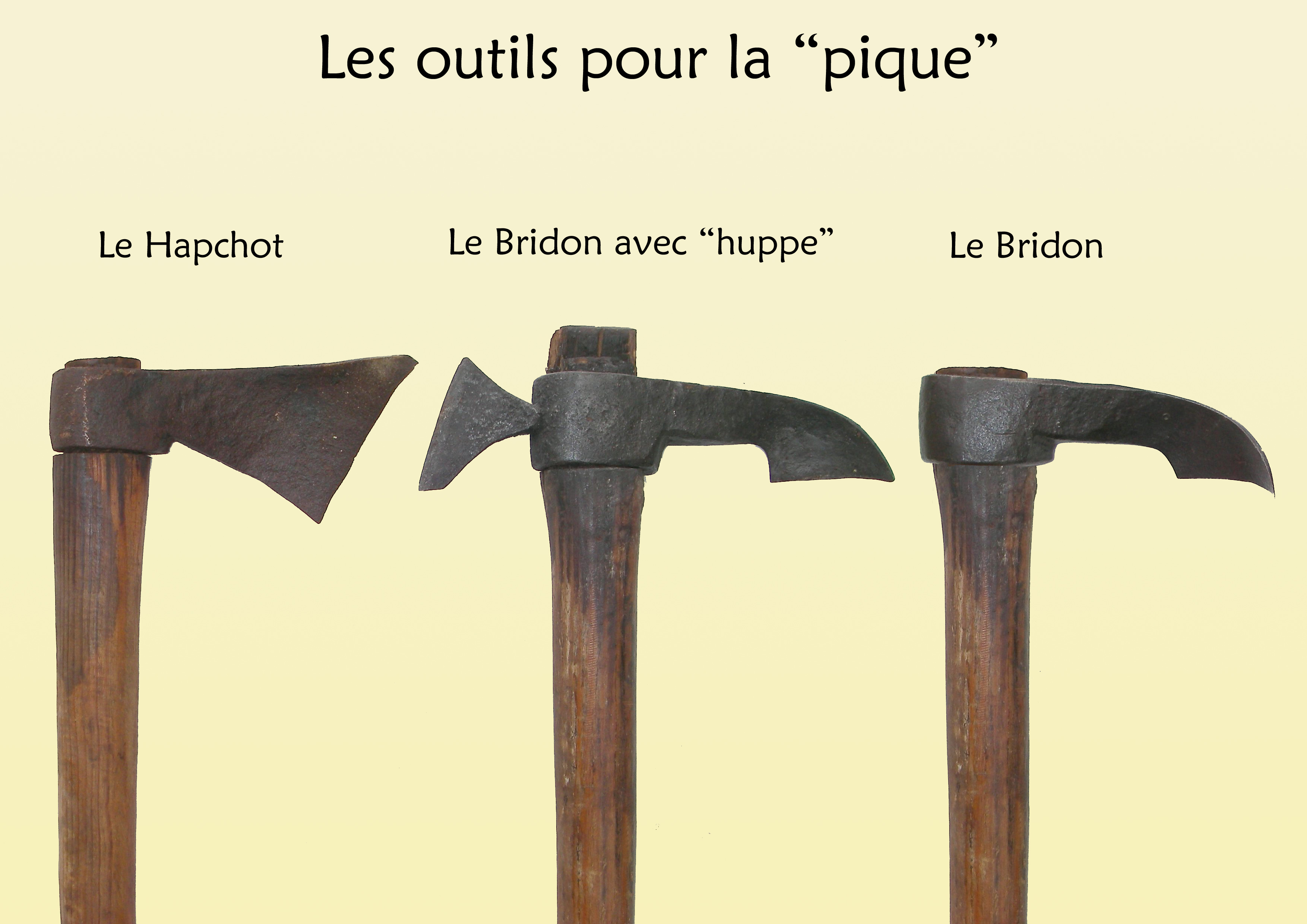
Les outils pour la "pique"

Le hapchot (du gascon lo hapchòt) est un outil à bec recourbé utilisé par les gemmeurs pour rafraîchir la care des pins dans les Landes de Gascogne.

## Présentation
Le hapchot n’est pas une hache comme son nom le laisse supposer, mais une lame en forme de col de cygne fixée à un manche, servant à « rafraîchir » la care. Il se distingue de l’espourguit, outil qui sert à inciser le pin en ôtant son écorce. Le gemmeur ne porte pas de choc au tronc de l’arbre avec son hapchot, mais racle la care durcie par la résine séchée par un coup franc, ni trop profond ni à répétition. Cette opération, appelée pique, sert à faciliter l’écoulement de la résine dans le pot. On appelle « galips » les copeaux imprégnés de résine qui résultent de cette opération. La légèreté de ce geste a donné lieu à une expression : har siular lo hapchòt (faire siffler le hapchot). Du reste le Tac, lutin malicieux des Landes de Gascogne, siffle pour imiter le bruit du hapchot.
Il n’existe pas d’école de gemmeurs et le geste, qui demande une bonne technicité, s’apprend sur le tas. Des réputations finissent par s’établir, entre « ceux qui réussissent » et « ceux qui massacrent ».
Le rafraîchissement des cares se fait de plus en plus haut sur les troncs au fil des saisons. Lorsque la taille finit par être trop haute, le résinier doit monter sur un pitey, pièce en bois munie de cales utilisables comme des marches (le gemmeur n’utilise pas d’échasses, contrairement au berger landais avant lui). Le pitey finit peu à peu par céder la place au hapchot équipé d’un long manche.

## Sources
- Dictionnaire de la Lande Française, Charles Daney, Éditions Loubartières
- L’Alamanch du Landais 2008, Éditions CPE